# Oxyvinia angolensis
Oxyvinia angolensis är en tvåvingeart som först beskrevs av Hall 1937.  Oxyvinia angolensis ingår i släktet Oxyvinia och familjen köttflugor. Inga underarter finns listade i Catalogue of Life.